# Karpaty (hudební obraz)
Idylický hudební obraz Karpaty (Die Karpathen) pro tenor, mužský sbor, orchestr a recitátora je rozsáhlé vokálně-instrumentální dílo Bély Kélera opěvující slovenskou přírodu a venkovský život, které se vymyká většinové Kélerově tvorbě, která má své těžiště zejména v tanečních formách, pochodech, předehrách a písních. Inspirací se mu stala oblast jeho domoviny – tatranská část pohoří Karpaty. Kéler se stal prvním hudebním tvůrcem, který v roce 1854 jako program svého díla využil přírodu dnešního Slovenska. Kompletní dílo tvoří předehra, úvod a pět obrazů – I. Lomnický štít (Die Lomnitzer Spitze), II. Popradské pleso (Der Fischsee), III. Železorudné Hamry (Die Eisenhammer), IV. Lov (Die Jagd), V. Ve Starém Smokovci (Ankunft und Leben im Karpathenbade). Dílo obsahuje 12 recitačních vsuvek a osm mužských sborů. Autorem textové složky díla je Eduard Groepke.

## Koncertní provedení
Dílo bylo provedeno šestkrát - v Hamburku (2krát), v Berlíně (1krát) a Drážďanech (1krát) a ve Vratislavi (2krát). Kompletní dílo – předehra, úvod a pět obrazů – bylo poprvé uvedeno až v Drážďanech. Při tomto provedení se stala jeho součástí Předehra v uherském stylu (Ouverture im ungarischen Styl). Z hamburského a berlínského provedení se uchovaly recenze z periodik Vasárnapi Újság, Pesth-Ofner Localblatt und Landbote a Berliner Musikzeitung.

### Hamburk (1854)
Hamburská provedení Karpat se konala 5. a 9. října 1854. 5. října se jednalo o první  uvedení – premiéru díla – pod vedením Bély Kélera z Horního Uherska. Premiéru Karpat provedl Sommerův orchestr z Berlína, dne 5. října 1854 v 19:30 na svém 11. koncertě v Hamburku ve velkém sále Tonhalle. Dílo bylo uvedeno ve třetí závěrečné části koncertu, celkově jako 10. skladba. Druhé hamburské provedení Karpat se uskutečnilo 9. října 1854 v 19:00, se stejnými účinkujícími a se změněným programem, jako tzv. rozlučkový koncert. Karpaty byly uvedeny v druhé ze tří částí koncertu, celkově jako 7. skladba.

### Berlín (1854)
Třetí provedení Karpat se konalo 8. listopadu v 19:00 v Berlíně na benefičním koncertě Sommerova orchestru v Sommerových salonech na Potsdamer Strasse 9. Karpaty byly uvedeny jako samostatná skladba závěrečné třetí části koncertu, celkově jako 8. číslo. Na koncert byl pozván hudební skladatel Giacomo Meyerbeer, který se o události zmínil ve svém knižně vydaném deníku.

### Drážďany (1854)
Čtvrté provedení Karpat, tentokrát v Drážďanech, se odehrálo 22. listopadu 1854 ve velkém koncertním sále lázní Lincke'sches Bad, kde Kéler dirigoval svůj poslední koncert v rámci svého hostování. Až v Drážďanech zaznělo dílo poprvé kompletní, včetně předehry, která nebyla na prvních třech provedeních jeho součástí. V programu koncertu byly Karpaty jedinou kompozicí třetí ze čtyř částí koncertu, celkově 8. číslo.

### Vratislav (1855)
Karpaty bylo uvedeny ještě nejméně dvakrát v tehdejším Breslau (dnešním Wrocław, česky Vratislav), ve dnech 16. a 20. října 1855, v rámci koncertů Bély Kélera v Schiesswerder-Halle. 16. října byly Karpaty uvedeny jako jediné dílo ve druhé ze tří částí koncertu, celkově jako 5. číslo programu.

## Nástrojové obsazení a zpěvní hlasy
Housle I; housle II; violy; violoncella; kontrabasy; flétna I; flétna II; pikola; hoboj I; hoboj II; basetový roh; klarinet I; klarinet II, lesní roh I, lesní roh II, lesní roh III, lesní roh IV; fagot I; fagot II; trubka I; trubka II; pozoun I; pozoun II; pozoun III; basová tuba; tenor sólo; tenor I; tenor II; bas I; bas II; tympány; velký buben; činely; tamburína; triangl; gong; 3 kravské zvonce; kovadlina; bič; recitátor.

## Programní obsah díla

### Předehra a úvod
Po předehře Kéler přibližuje ranní horské svítání, pohlíží na horské pláně ovlažené ranní rosou, které se s pomocí slunečních paprsků probouzejí z noční tmy a osvěcují mlhu táhnoucí se nad divokou zelení, při čemž skřivani vzlétají vzhůru. Vzhůru míří také poutník, který toužebně vzhlíží na skalní masivy nořící se z oblaků a dále stoupá strmou cestou na Lomnický štít. Po překonání rokliny se pomalu blíží k vrcholu až nakonec dosahuje svého cíle, což ho naplňuje nadšením.

### I. obraz | Lomnický štít
Poutník obdivně, se srdcem plným rozkoše, pohlíží do nekonečných obzorů a uvědomuje si, že vrchol opásaný oblaky a míhajícími se blesky, který pokořil, je Lomnický štít. Unavený poutník pomalu sestupuje zpět do údolí. Na úzké lávce, kterou přechází, zaslechne andělský zpěv. Pomalu schází cestou na zeleném převisu k plesu, kde znějí pastýřské píšťaly.

### II. obraz | Popradské pleso
Postupně se zatahuje, šedé mraky se táhnou po obloze, hory se zahalují a přichází silný orkán. Pod jeho náporem se Popradské pleso vzdouvá, tvoří se velké vlny, které se odráží od skalnatého pobřeží, v příboji září světla blesků a duní údery hromů. V tom vlny jemně překrývá sedmibarevná duha, pleso se postupně uklidňuje a sluneční jas ozařuje horské výšiny. Poutník konečně může na malém člunu začít na zeleně prozářených vlnách veslovat na druhou stranu plesa. Během plavby si v proudu vln zpívá píseň, ve které si představuje, jak na něj na druhé straně čeká krásná dívka s věrným srdcem.

### III. obraz | Železorudné Hamry
Po doplutí si na druhém břehu odpočine a přichází do skalisky ohraničeného údolí plného života, kde se se zvuky vodopádu mísí dunivý tlukot kovářských kladiv. K tomu si kováři zpívají píseň,  v níž s hrdostí opěvují své řemeslo.

### IV. obraz | Lov
Poutník pokračuje ve své cestě dál a po strmém chodníku přichází k temnému lesu. Zde přes šumění lesa zaslechne hlasitý štěkot loveckých psů, troubení loveckých rohů a veselý zpěv, což naznačuje, že nedaleko se na pastvinách nachází lovecká družina myslivců. Mezitím již lovecké rohy signálem ukončují lov a svolávají myslivce do údolí k oslavě a společnému hraní a zpěvu, při němž si připomínají lovecké úspěchy, kterých během dne dosáhli, např. jak štíhlou laň, která sešla do údolí k plesu, přes hory i údolí štvala smečka psů, a nakonec se ji myslivcům podařilo zastřelit. V loveckém pochodu dále zpívají o tom, že jakmile si odnesou ulovenou zvěř domů, rychle přepřáhnou koně a pojedou na zámek, aby mohli hodovat, pít a potěšit se z krásných žen.   

### V. obraz | V Starém Smokovci
Při příjezdu poutníka do Karpatských lázní v nich probíhají slavnosti, při kterých se pije víno, tančí a zpívá na rozkvetlých širých pláních. S tím přicházejí nové lásky a odcházejí starosti. Nejkrásnější dívka odměňuje vítěze soutěže v kosení trávy dubovým věncem – symbolem síly, dlouhověkosti a odolnosti, svými ohnivými pohledy dává najevo svou lásku a zpívá mu svoji píseň. Speciální odměnou je vítězi i její sladké políbení. Pomalu se blíží večer, pastýřský roh a zvon z kaple svolávají při zpěvu slavíků všechny k modlitbě. Slunce zapadá, ale lidská srdce se v náručí mnoha vzpomínek vznáší do výšek. Všichni se modlí k Bohu a žádají požehání pro jejich pláně, stálou úrodu, hojnost stád a prosí o vyslyšení svých proseb a Boží ochranu během temné noci. Večerní stíny se ukládají na horské louky, stmívá se v údolí i na stráních, vrcholky hor se třpytí v růžovém svitu a mlha se sráží k zemi. Dozněly modlitby a písně a obraz hor pomalu zahaluje temná noc.

## Digitální přepis v notačním programu a novodobé koncertní provedení
Dílo Karpaty nebylo nikdy vydáno tiskem, proto musel být jeho autograf pro potřeby novodobého uvedení přepsán v notačním programu. V roce 2019 oslovila Společnost Bély Kélera na čele s Petrem Bubákem houslového virtuosa Pavla Burdycha s žádostí o realizaci digitálního přepisu tohoto díla. Následně byla Společnosti Bély Kélera schválena dotace ze slovenského Fondu na podporu umenia na digitální přepis autografu Karpat a jeho následné uveřejnění. Burdych se stal odborným garantem a hlavním  realizátorem projektu. Nejprve v notačním programu přepsal autograf díla do nové partitury a následně z ní vytvořil orchestrální, pěvecké a recitační party. Kvůli vysokým polygrafickým nákladům přepsané dílo nevyšlo ve formě tištené publikace, ale v roce 2020 bylo Společností Bély Kélera vydáno pod signaturou BKS 1001 v digitální formě k bezplatnému stažení z celosvětové notové databáze knihovny Petrucci Music Library - Béla Kéler: Karpaty | Die Karpathen
Texty k dílu, které jsou v originále německé, přeložila do slovenštiny germanistka Elsa Siváková. Texty jsou uveřejněny v obou jazycích – němčině i slovenštině. Podle syntetizátorového zvukového záznamu, který Burdych vytvořil pomocí příslušného softwaru z nově přepsané partitury Die Karpathen, odhadujeme celkovou dobu trvání skladby na cca. 55 minut. Syntetizátorová interpretace celého díla je též součástí zveřejněných materiálů.
Na počátku roku 2020 došlo k dohodě o provedení díla na  koncertě k 200. výročí narození Bély Kélera ve Velkém koncertním studiu Slovenského rozhlasu, kde mělo 4. června 2020 zaznít znovu po 165 letech. Datum koncertu se následně, kvůli celosvětové krizi způsobené koronavirovou pandemií, přesunulo na 26. listopadu 2020. Plánovaný koncert se ze stejných důvodů neuskutečnil ani v tomto náhradním termínu. Obnovená premiéra díla Karpaty se uskutečnila až 29. října 2021. Symfonický orchestr Slovenského rozhlasu řídil Adrian Kokoš, tenorová sóla přednesl Pavol Oravec a partů mužského sboru se zhostil Pěvecký sbor slovenských učitelů pod vedením Štefana Sedlického. Recitačních textů se ujmul Jozef Šimonovič.